# Hearst Tower
La Hearst Tower es un edificio situado en el 300 West 57th Street y el 959 de la Octava Avenida, cerca de Columbus Circle, en Midtown Manhattan, Nueva York  (Estados Unidos.) Es la sede mundial de Hearst Corporation, y por tanto alberga las numerosas empresas de publicaciones y comunicaciones de este conglomerado mediático en un mismo edificio, incluidas, entre otras, Cosmopolitan, Esquire, Marie Claire, Harper's Bazaar, Good Housekeeping y Seventeen.

## Historia
La base de seis plantas sobre la que se eleva el rascacielos se construyó en 1928. Fue encargada por el fundador de la empresa, William Randolph Hearst al arquitecto Joseph Urban. Su construcción costó dos millones de dólares y contenía 4000 m². La fachada original de piedra artificial de la base se ha conservado en el nuevo diseño ya que es un monumento de Nueva York. Se construyó para ser la base de un futuro rascacielos, cuya construcción se canceló debido a la Gran Depresión y no se retomaría hasta ochenta años después. El 26 de junio de 2006 se trasladaron a ella dos mil trabajadores de Hearst.
La torre, diseñada por el arquitecto Norman Foster y el ingeniero estructural WSP Cantor Seinuk, y construida por Turner Construction, tiene 46 plantas y 182 metros de altura, con un total de 80 000 m² de oficinas. El extraño diseño estructural con soportes de forma triangular (también conocido como diagrid) exigió el uso de 9500 toneladas de acero estructural, aproximadamente un 20% menos que con una estructura convencional de steel frame. La Torre Hearst fue el primer rascacielos construido en Nueva York tras los atentados del 11 de septiembre de 2001. En 2006 el edificio recibió el Premio de Rascacielos Emporis, que lo reconoció como el mejor rascacielos construido en el mundo durante ese año. En 2016 también recibió el premio 10 Year Award – Winner por CTBUH, galardón que reconoce el rendimiento óptimo de un edificio 10 años después de su construcción.
La Torre Hearst fue el primer rascacielos de oficinas ecológico construido en Nueva York, y tiene varios elementos medioambientales. El suelo del atrio está pavimentado con caliza conductora del calor. Bajo el suelo hay tuberías de polietileno con agua en circulación para enfriar el ambiente en verano y calentarlo en invierno. La lluvia recogida en la azotea se almacena en un tanque en el sótano para su uso en el sistema de refrigeración, para regar las plantas y para la fuente del vestíbulo principal. El 85% del acero estructural del edificio es reciclado. En total, el edificio se diseñó para usar un 26% menos de energía que los requisitos mínimos de Nueva York, y consiguió la certificación LEED oro del United States Green Building Council, siendo además el primer rascacielos de Nueva York con esta certificación.
El atrio tiene escaleras mecánicas que atraviesan una fuente de tres plantas de altura titulada Icefall, una ancha cascada construida con miles de paneles de cristal, que enfría y humidifica el aire del vestíbulo. Complementa al agua un fresco de veinte metros de altura titulado Riverlines, realizado por el artista Richard Long.

## Limpiacristales
El diseño de la torre hace que su fachada sea muy irregular. El proyecto de un sistema, diseñado por Tractel-Swingstage, para que albergara los limpiacristales del edificio, necesitó tres años y tres millones de dólares debido a las ventanas cóncavas del edificio, denominadas bird's mouths ("bocas de pájaro"). El diseño final consiste en "una caja rectangular de acero del tamaño de un Smart que sostiene un brazo hidráulico de diez metros, unido por seis cables de acero a un cesto telescópico de limpieza que alberga un ordenador que monitoriza 67 sensores electromecánicos de seguridad." Este dispositivo se instaló en abril de 2005 sobre una pista de acero de 130 metros de longitud que rodea la azotea de la torre.
El 12 de junio de 2013, dos limpiacristales quedaron atrapados a media altura de la torre. Los zigzags del exterior del edificio y las "bocas de pájaro" de sus esquinas exigieron el desarrollo de unos andamios especiales para los limpiacristales.

## Galería de imágenes

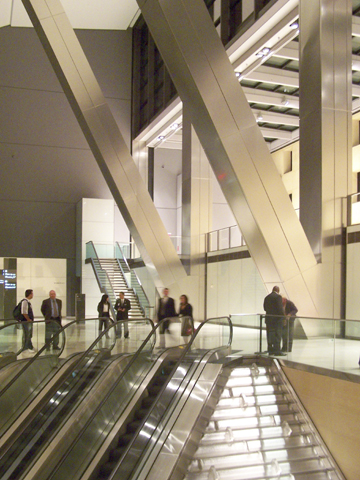
Interior del vestíbulo desde el Cafe 57.
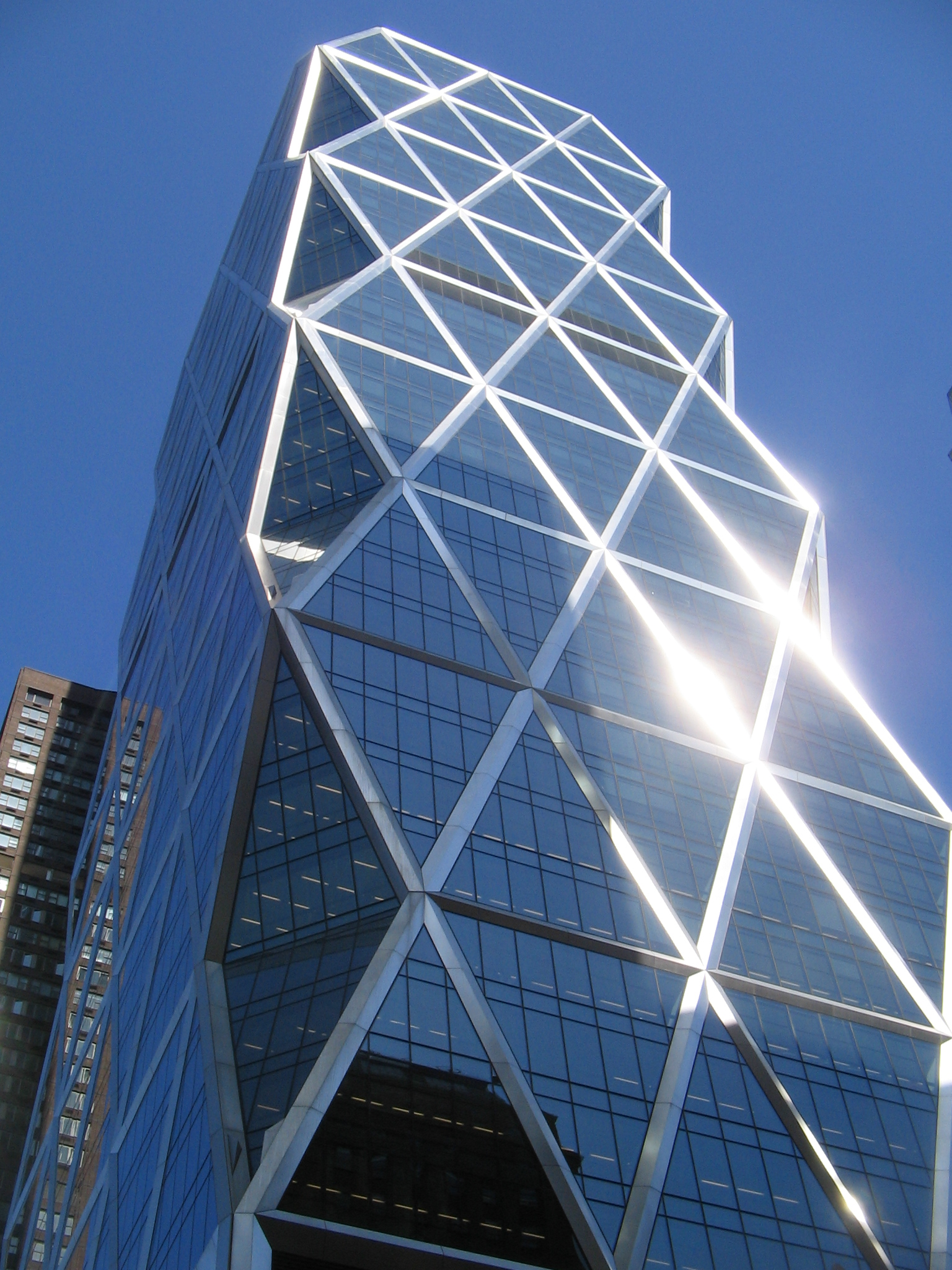
Detalle de la fachada del edificio.
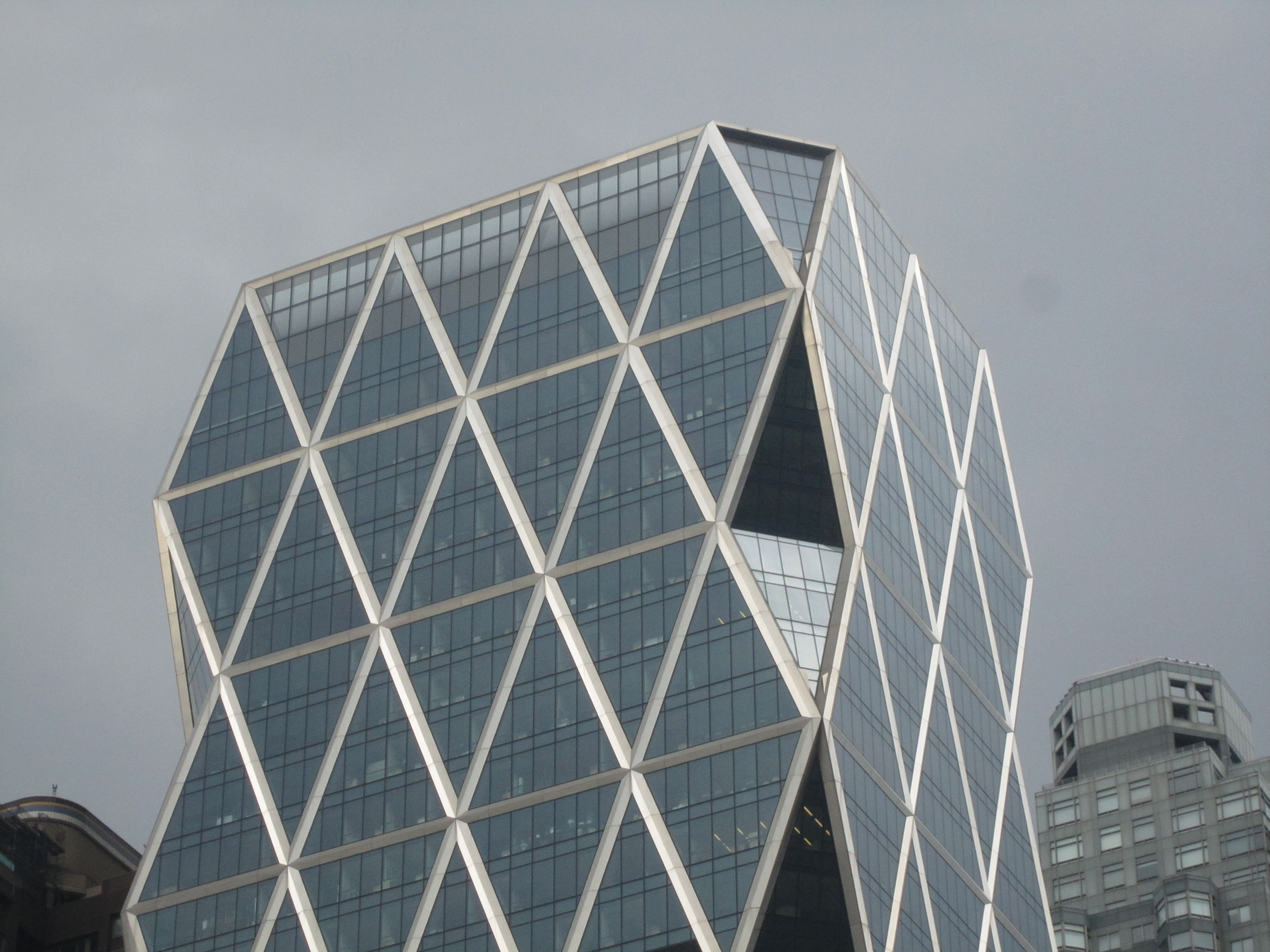
Otra vista de la torre.
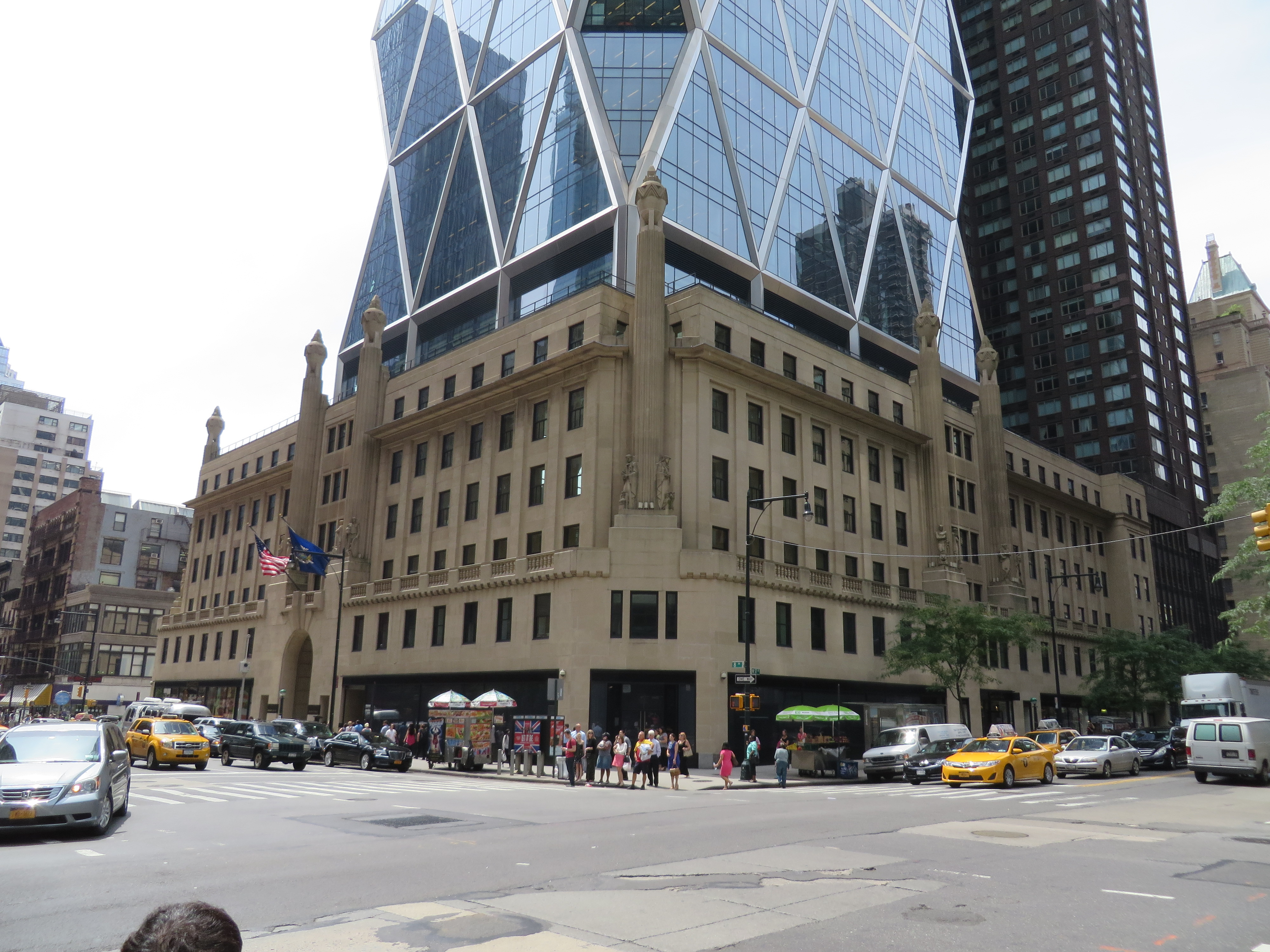
El exterior de la base.